# Марко Цепенков
Марко Костов Цепенков (нар. 1829, Прилеп, Османська імперія — 29 грудня 1920 Софія, Болгарія) — болгарський етнолог і фольклорист, який займався збиранням македонської усної народної творчості. Автор віршів, пісень, драми «Чёрный воевода».
Ім'я Цепенкова носить Інститут фольклору при університеті Скоп'є.